# Integraler Nationalismus
Als Integralen Nationalismus bezeichnet der amerikanische Historiker Carlton Hayes (1882–1964) in seinem 1928 erschienenen Buch The Historical Evolution of Modern Nationalism einen von fünf Typen des Nationalismus.

## Begriff
Der integrale Nationalismus wurde vom französischen Monarchisten Charles Maurras (1868–1952) vertreten und gilt als eine protofaschistische, chauvinistische, katholisch-royalistische politische Idee. Der Integrale Nationalismus überhöht die als semi-mythische Einheit postulierte Nation als unerlässlichen Grund jedes politischen und kulturellen Wirkens und als Grundvoraussetzung jedweden sozialen oder individuellen Wohlstands. Er sieht die Nation repräsentiert durch den König an der Spitze eines hierarchisch organisierten Staates, der sich jede sonstige Interessensgruppe unterzuordnen hat und deren Aktivitäten das Wohl der Nation fördern sollen.
Als Hauptfeind gilt der durch die französische Revolution von 1789 entstandene politische Liberalismus, assoziiert mit Demokraten, Sozialisten, Protestanten, Freimaurern, Juden und Ausländern, der durch eine Rückkehr zur bewährten Ordnung der Erbmonarchie überwunden werden müsse. Der revolutionäre und romantische Individualismus habe den Menschen aus der zeitlosen und universalen Ordnung der Nation gelöst. Somit steht das Frankreich der liberalen Demokratie (pays légal) dem wahren Frankreich (pays réel) der klassischen traditionellen Institutionen gegenüber.
Als weiteres Merkmal gilt der Nationalsyndikalismus, der, mit Ausnahme des Militärs, die politischen, administrativen, juristischen und zivilen Instanzen und Entscheidungsprozesse dezentralisieren, das heißt von den Machtzentren der großen Städte in die Provinzen und Kommunen verlagern, will und den ökonomischen Liberalismus durch einen streng nationalen Kollektivismus ersetzt. Der Klassenkampf des Proletariats ist durch dessen Einfügung in die Nationalgemeinschaft überflüssig.